# Annunciata di Palermo
L'Annunciata di Palermo è un dipinto a olio su tavola (45x34,5 cm) di Antonello da Messina, realizzato intorno al 1475 e conservato a palazzo Abatellis a Palermo.

## Descrizione e stile
Maria è colta nell'attimo in cui l'immaginario interlocutore le è davanti, e la sua mano destra sembra volerlo infrenare; dalla sagoma dalla geometria essenziale del manto emerge il perfetto ovale del volto della Vergine. Un asse - forse casuale - della composizione è dato dalla piega del manto sulla fronte, giù fino all'angolo del leggio; al contrario, il lento girare della figura e il gesto della mano danno naturalezza alla composizione. Un'interpretazione intravede i diversi momenti di un racconto presenti nell'espressività delle mani, dello sguardo e delle labbra. 
La posa devia appena dalla perfetta frontalità, lo sfondo scuro e la rappresentazione essenziale derivano dai modelli fiamminghi, in particolare da Petrus Christus che forse Antonello conobbe direttamente in Italia. La luce è radente ed illumina il volto quasi facendo emergere gradualmente i lineamenti e la verità del personaggio. L'uso dei colori a olio permette poi un'attenta qualità della luce, con morbidissimi accostamenti che riescono a restituire la diversa consistenza dei materiali, legno, carta, tessuto, incarnato.
A differenza delle opere fiamminghe però, Antonello ha una salda impostazione volumetrica della figura, con semplificazione dello stile "epidermico" dei fiamminghi che permette di concentrarsi su altri aspetti, quali il dato fisionomico individuale e la componente psicologica, nonché il più avanzato realismo.
L'opera rappresenta uno dei traguardi fondamentali della pittura rinascimentale italiana. La purezza formale, lo sguardo magnetico e la mano sospesa in una dimensione astratta ne fanno un capolavoro assoluto.
Recenti studi di Salvatore Lentini hanno evidenziato innumerevoli manipolazioni che ne hanno modificato l'aspetto. Nel 1942 fu rimossa, oltre all'aureola, la sigla-firma (A-L) di un probabile copista ottocentesco di nome Aloisio Luigi Pizzillo. L'attribuzione ad Antonello fatta da Enrico Brunelli nel 1906, e da allora condivisa, è solo formale, senza il ricorso a documenti probanti o adeguate analisi di laboratorio e suscita seri dubbi circa l'autenticità. Non sono state mai eseguite né una datazione del legno della tavoletta né una comparazione dei pigmenti con opere certe di Antonello.

## Storia
La prima notizia del quadro si ebbe nel 1899, quando il direttore della Biblioteca comunale di Palermo Gioacchino Di Marzo vide il dipinto a casa del sacerdote Vincenzo Di Giovanni. Successivamente, in una pubblicazione del 1903, fu sempre il Di Marzo a dare ulteriori notizie, rivelando nell'occasione l'intenzione del sacerdote di "legare" il dipinto al Museo Nazionale di Palermo. Nel 1907, infine, l'allora direttore del Museo Nazionale Antonio Salinas comunicò l'acquisizione al museo dell'opera di Antonello da Messina, per gentile omaggio degli eredi del defunto Di Giovanni.
Nel 1954 l'Annunciata, insieme a tutta la collezione d'arte custodita dal Museo Nazionale di Palermo, fu trasferita a palazzo Abatellis, il quale poi divenne nel 1977 Galleria Regionale della Sicilia.